# اندامک

اندامک‌های درون یاخته جانوران: (۱) هستک (۲) هسته (۴) ریزکیسه (وزیکول) (۵) شبکه آندوپلاسمی زبر (۶) دستگاه گلژی (۷) چارچوب یاخته (اسکلت سلولی) (۸) شبکه آندوپلاسمی صاف (۹) راکیزه (میتوکندری) (۱۰) کریچه (واکوئل) (۱۱) درون‌یاخته (سیتوپلاسم) (۱۲) کافنده‌تن (لیزوزوم) (۱۳) میانک (سانتریول)

در زیست‌شناسی سلولی، اَنْدامَک‌ها یا اُرگانِل‌ها (به انگلیسی: Organelle)، زیرواحدهای تخصصی سلول‌ها هستند که هر کدام دارای کارکردی ویژه بوده و معمولاً در فضای داخلی سلول‌ها قرار دارند. برخی از اندامک‌ها خود دارای غشاء دولایه لیپیدی هستند (اندامک‌های غشادار) و برخی از آن‌ها فاقد غشا هستند (اندامک‌های بدون غشا)
اندامک‌ها عموماً در فضای درونی سلول‌ها محصور هستند اما طبق بعضی از تعاریف، زیرواحدهای خارج سلولی مانند تاژک‌ها و مژک‌ها نیز اندامک هستند. اندامک‌ها به‌واسطهٔ پژوهش‌های میکروسکوپی شناسایی شده‌اند و با تکنیک‌های قطعه‌قطعه کردن سلول قابل جداسازی هستند. درون یاخته‌های یوکاریوتی انواع بسیاری از اندامک‌ها دیده می‌شود. این در حالی است که در سلول‌های پروکاریوتی اندامکی فعال وجود ندارد.
واژهٔ اندامک به این دلیل انتخاب شده که ساختارهای یک یاخته همچون اندام‌های یک بدن هستند و به‌دلیل اندازهٔ کوچک خود با پسوند تصغیر «ـَک» همراه شده‌اند.

## تاریخچه و اصطلاح‌شناسی
در زیست‌شناسی، اندام‌ها به عنوان یگان‌های کارکردی منحصر بفردی که در یک جاندار محصورند؛ تعریف شده‌است. تمثیل اندام‌های بدنی در زیرساختارهای میکروسکوپی که مشاهده‌پذیر بوده، همین اندامک‌ها هستند که نویسندگان و پژوهشگران بسیاری در کارهای متفاوتی به همتایی میان این دو به بحث نشسته‌اند.
در دههٔ ۱۸۳۰ میلادی، فلیکس دوژاردان فرانسوی، نظریهٔ کریستین گوتفرید ایرنبرگ آلمانی را رد کرد. ایرنبرگ مدعی بود که ریزسازواره‌ها دارای اندام‌های مشابه با جانوران چندسلولی هستند که تنها ابعاد آن اندام‌ها کوچکتر است.
برای نخستین‌بار، با کوچک‌سازی واژه «اندام» (مثلاً: اندام کوچک) برای ساختارهای سلولی، جانورشناس آلمانی، کارل آوگست موبیوس در سال ۱۸۸۴؛ اصطلاح اندامک را بکار بست. وی در یک پاورقی که به عنوان تصحیح در موضوع بعدی مجله انتشار یافته بود، پیشنهاد «اندامک» خودش را برای نامیدن اندام‌های جانداران تک‌سلولی تأیید کرد؛ زیرا این اندامک‌ها سازندگان یک سلول بودند و در تصاد با نگرش اندام‌های چندسلولی جانداران چندسلولی بود.

## انواع اندامک‌ها
دربارهٔ تعریف اندامک تاکنون نظریات گوناگونی وجود داشته‌اند. گروه کثیری از زیست‌شناسان سلولی اندامک را برابر «بخش سلولی» می‌پندارند، این در حالی است که دیگر زیست‌شناسان اصطلاح اندامک را محدودتر کرده‌اند و آن اصطلاح را فقط برای اشاره به آن چیزی که دربر دارنده دی‌ان‌ای است که از دیگر جانداران میکروسکوپی به طریق «درون‌هم‌زیستی» نشأت گرفته‌است به کار می‌برند.
برپایهٔ همین تعریف، اندامک‌ها به دو رده جداگانه بخش خواهند شد (مثلاً آن‌هایی که دربردارنده دی‌ان‌ای خودشان هستند و از درون‌هم‌زیستی باکتریایی نشأت گرفته‌اند):
- میتوکندری (در بیشتر یوکاریوت‌ها)
- پلاستیدها[۱۲] (برای نمونه در گیاهان، جلبک‌ها و برخی آغازیان)

همچنین برای دیگر اندامک‌ها خاستگاه‌هایی درون‌هم‌زیستی فرض شده که حتماً دربرداشتن دی‌ان‌ای از الزامات نیست (مثلاً تاژک)
در تعریفی گسترده‌تر آمده‌است که اندامک بایستی دارای غشاء دولایه لیپیدی مستقل باشد. برخی زیست‌شناسان نیز اندامک‌ها را به دوگروه اندامک‌های دارای غشا و اندامک‌های بدون غشا تقسیم می‌کنند. زیرا گروه بزرگی از زیست‌شناسان ریبوزوم را اندامک می‌دانند. اندامک‌های بدون غشا، مجموعه‌های بزرگ زیست‌مولکولی نیز نامیده می‌شوند که مجموعه‌ای پیچیده از درشت‌مولکول‌ها بوده و دارای عملکردی ویژه و اختصاصی هستند. این ساختارها عبارت اند از:
- مجموعه‌های بزرگ آران‌ای و پروتئین: ریبوزوم، پیرایشگر،[پانویس ۳] طاقی[پانویس ۴]
- مجموعه‌های بزرگ پروتئین: پروتئازوم، هولوآنزیم دی‌ان‌ای پلیمراز سه، هولوآنزیم آران‌ای پلیمراز دو، کپسیدهای ویروسی متقارن، مجموعهٔ GroEL و GroES؛
- مجموعه‌های پروتئین غشایی: فوتوسیستم یک، ATP سنتتاز و porosome
- مجموعه‌های بزرگ دی‌ان‌ای و پروتئین: نوکلئوزوم، سانتریول و مرکز سازماندهی میکروتوبول (MTOC)
- اسکلت سلولی
- تاژک
- هستک
- Stress granule
- دانهٔ سلول زایا
- دانهٔ انتقال نورونی

### نام‌گذاری اندامک‌ها
| نام اندامک                                                         | ریشه‌شناسی                         | دلیل نام‌گذاری                             | نوع سلول دارنده                   |
| ------------------------------------------------------------------ | --------------------------------- | ----------------------------------------- | --------------------------------- |
| میتوکندری                                                          | μίτος (نخ) + χονδρίον (دانه)      | اشاره به شکل رشته‌ای و دانه‌ای در میکروسکوپ | یوکاریوت‌ها (گیاهی و جانوری)       |
| ریبوزوم                                                            | ribo (RNA) + some (جسم)           | وجود RNA ریبوزومی در ساختار               | همه سلول‌ها (پروکاریوت و یوکاریوت) |
| کلروپلاست                                                          | χλωρός (سبز) + πλαστός (ساخته‌شده) | وجود رنگدانه کلروفیل                      | سلول‌های گیاهی و جلبک‌ها            |
| لیزوزوم                                                            | λύσις (تجزیه) + σῶμα (جسم)        | آنزیم‌های تجزیه‌کننده                       | سلول‌های جانوری و برخی گیاهان      |
| واکوئل                                                             | vacuus (لاتین: خالی)              | ظاهر خالی در میکروسکوپ                    | بیشتر در سلول‌های گیاهی            |
| ◄ طبقه‌بندی بر اساس آخرین ویرایش کتاب «بیولوژی سلولی» آلبرتس (2023) |                                   |                                           |                                   |

## اندامک‌های یوکاریوتی
یاخته‌های یوکاریوتی دارای ساختاری پیچیده هستند. غشای این یاخته‌ها دولایه‌ای و از جنس لیپید(فسفو لیپید) است و این یاخته‌ها دارای اندامک‌های بزرگ و کوچکی هستند که می‌توان با میکروسکوپ نوری، اندامک‌های بزرگ‌تر همچون هسته و واکوئل را مشاهده کرد.
نکته: همهٔ یوکاریوت‌ها دربرداندهٔ همهٔ اندامک‌های فهرست‌شدهٔ زیر نیستند. همچنین برخی از اندامک‌ها نیز فقط در انواع خاصی از سلول‌ها، موجود بوده و برخی از آن‌ها مانند میتوکندری در برخی سلول‌ها موجود نیستند.
| اندامک            | کارکرد اصلی | ساختار  | جانداران                                    | ملاحظات |
| ----------------- | --- | ------- | ------------------------------------------- | --- |
| کلروپلاست (پلاست) | فتوسنتز، گیراندازی انرژی نورانی جهت تولید کربوهیدرات                                                                       | دوغشایی | گیاهان، آغازیان (منسوخ: جانداران دیسه‌ربایی) | |
| شبکه اندوپلاسمی   | translation and folding of new proteins (rough endoplasmic reticulum), expression of lipids (smooth endoplasmic reticulum) | تک‌غشایی | همه یوکاریوت‌ها                              | rough endoplasmic reticulum is covered with ribosomes, has folds that are flat sacs; smooth endoplasmic reticulum has folds that are tubular |
| تاژک              | locomotion, sensory |         | برخی از یوکاریوت‌ها                          | |
| دستگاه گلژی       | sorting, packaging, processing and modification of proteins                                                                | تک‌غشایی | همه یوکاریوت‌ها                              | cis-face (convex) nearest to rough endoplasmic reticulum; trans-face (concave) farthest from rough endoplasmic reticulum                     |
| میتوکندری         | energy production from the oxidation of glucose substances and the release of adenosine triphosphate                       | دوغشایی | اغلب یوکاریوت‌ها                             | has own DNA; theorized to be engulfed by an ancestral eukaryotic cell (endosymbiosis)                                                        |
| واکوئل            | storage, transportation, helps maintain homeostasis                                                                        | تک‌غشایی | یوکاریوت‌ها                                  | |
| هسته              | DNA maintenance, controls all activities of the cell, RNA transcription                                                    | دوغشایی | همه یوکاریوت‌ها                              | contains bulk of genome |

میتوکندری‌ها و پلاست‌ها از جمله کلروپلاست، دارای غشا دولایه و دی‌ان‌ای مجزا و مخصوص خود هستند.
| اندامک یا ماکرومولکول        | عملکرد اصلی                                                      | نوع ساختار                | نوع جاندار                                           |
| ---------------------------- | ---------------------------------------------------------------- | ------------------------- | ---------------------------------------------------- |
| آکروزوم                      | کمک به اتصال اسپرم به تخمک                                       | غشاء تک‌لایه               | اکثر جانوران                                         |
| اتوفاگوزوم                   | وزیکول تجزیه‌کننده اندامک‌ها و اجزا سیتوپلاسم                      | غشای دولایه               | همه یوکاریوت‌ها                                       |
| سانتریول                     | ایفای نقش در تقسیم سلول                                          | ریزلوله                   | جانوران                                              |
| مژک                          | حرکت سلول در محیط                                                | ریزلوله                   | جانوران، پروتوزوئا و تعداد کمی از گیاه               |
| یاخته گزنده                  | نیش زدن                                                          | coiled hollow tubule      | گزنده‌تباران                                          |
| Eyespot apparatus جسم بینایی | شناسایی جهت نور و کمک به فرایند حرکت به سوی نور                  |                           | جلبک‌های سبز و ت‌سلولی‌های فتوسنتزکننده مانند euglenids |
| گلایکوزوم                    | انجام فرایند قندکافت                                             | غشاء تک‌لایه               | برخی پروتوزوئاها از جمله مته‌تن‌سانان                  |
| گلایوکسیزوم                  | تبدیل چربی‌ها به قند                                              | غشاء تک‌لایه               | گیاهان                                               |
| هیدروژنوزوم                  | ایجاد انرژی و هیدروژن                                            | دولایه                    | تعداد کمی از تک‌سلولی‌ها                               |
| لیزوزوم                      | کمک به تجزیه مولکول‌های بزرگ مانند پروتئین و پلی‌ساکاریدها         | غشاء تک‌لایه               | جانوران                                              |
| ملانوزوم                     | ذخیره رنگدانه‌ها                                                  | غشاء تک‌لایه               | جانوران                                              |
| میتوزوم                      | probably plays a role in Iron-sulfur cluster(12) (Fe-S) assembly | غشا دولایه                | چند تک‌سلولی فاقد میتوکندری                           |
| تارچه                        | ساختار یاخته ماهیچه‌ای                                            | ساختار رشته‌ای             | جانوران                                              |
| هستک                         | پیش‌تولید ریبوزوم‌ها                                               | پروتئین، دی‌ان‌ای و آران‌ای  | اکثر یوکاریوت‌ها                                      |
| ocelloid                     | شناسایی جهت نور و کمک به فرایند حرکت سلول به سوی نور             | غشا دولایه                | Warnowiaceae                                         |
| parenthesome                 | ناشناخته                                                         | ناشناخته                  | قارچ                                                 |
| پراکسی‌زوم                    | تجزیه هیدروژن پراکسید                                            | غشاء تک‌لایه               | همهٔ یوکاریوت‌ها                                       |
| porosome                     | ترشح                                                             | غشاء تک‌لایه               | همهٔ یوکاریوت‌ها                                       |
| پروتئازوم                    | تجزیهٔ پروتئین‌های مازاد یا آسیب‌دیده از طریق پروتئین‌کافت           | مجموعه بسیار بزرگ پروتِینی | همهٔ یوکاریوت‌ها و برخی باکتری‌ها و آرکی‌ها              |
| ریبوزوم                      | فرایند ترجمه                                                     | پروتئین و آران‌ای          | همهٔ یووکاریوت‌ها                                      |
| stress granule               | ذخیره آران‌ای پیام‌رسان                                            | mRNP                      | اکثر یوکاریوت‌ها                                      |
| TIGER domain                 | پروتئین‌های رمزنگار آران‌ای پیام‌رسان                               | فاقد غشا                  | اکثر جانداران                                        |
| وزیکول                       | حمل مواد                                                         | تک‌غشایی                   | همگی یووکاریوت‌ها                                     |

سایر ساختارهای مرتبط:
- سیتوزول
- دستگاه غشایی درونی

نوکلئوزوم
ریزلوله‌ها

## اندامک‌های پروکاریوتی
این اندامک‌ها ساختار و عملکرد ساده‌ای دارند. در گذشته تصور می‌شد که پروکاریوت‌ها فاقد اجزاء و زیرواحدهای درونی هستند. این تصور از دههٔ ۱۹۷۰ و با کمک میکروسکوپ‌های الکترونی رو به تغییر نهاد و مشخص شد که پروکاریوت‌ها نیز دارای اجزاء درونی بوده و این اجزا فاقد غشا هستند.
| اندامک یا ماکرومولکول | عملکرد اصلی                                                                              | نوع ساختار                                                                              | موجود زنده                                                       |
| --------------------- | ---------------------------------------------------------------------------------------- | --------------------------------------------------------------------------------------- | ---------------------------------------------------------------- |
| آناموکس               | anaerobic ammonium oxidation(⎘ آناموکس)                                                  | ladderane(5) lipid membrane                                                             | "Candidatus(10)" bacteria within Planctomycetes(⎘ پلانکتومیست‌ها) |
| کربوکسیزوم            | تثبیت کربن                                                                               | protein-shell bacterial microcompartment(7)                                             | بعضی از باکتری‌ها                                                 |
| کلوروزوم              | فتوسنتز                                                                                  | light harvesting complex attached to cell membrane                                      | green sulfur bacteria(29)                                        |
| تاژک                  | حرکت در محیط                                                                             | protein filament                                                                        | some prokaryotes                                                 |
| magnetosome مگنتوزوم  | magnetic orientation                                                                     | inorganic crystal, lipid membrane                                                       | magnetotactic bacteria(11)                                       |
| نوکلئوئید             | DNA maintenance, transcription(⎘ رونویسی (ژنتیک)) to RNA                                 | DNA-protein                                                                             | prokaryotes                                                      |
| مویک                  | Adhesion to other cells for conjugation or to a solid substrate to create motile forces. | a hair-like appendage sticking out (though partially embedded into) the plasma membrane | prokaryotic cells                                                |
| پلاسمید               | رد و بدل کردن دی‌ان‌ای                                                                     | دی‌ان‌ای حلقوی                                                                            | some bacteria                                                    |
| ریبوزوم 70S           | ترجمه آران‌ای به پروتئین                                                                  | آران‌ای و پروتئین                                                                        | bacteria and archaea                                             |
| ریزکیسه               | فتوسنتز                                                                                  | photosystem proteins and pigments                                                       | mostly cyanobacteria(⎘ سیانوباکتر)                               |